# Bismutsubbromid
Bismutsubbromid ist eine chemische Verbindung aus der Gruppe der Bromide. Neben diesem sind mit Bismut(I)-bromid und Bismut(III)-bromid zwei weitere Bismutbromide bekannt.

## Gewinnung und Darstellung
Bismutsubbromid kann durch Reaktion von Bismut mit Bismut(III)-bromid bei 272 °C gewonnen werden. Die Verbindung wurde zuerst 1978 von Heike von Benda synthetisiert.

## Eigenschaften
Bismutsubbromid ist ein schwarzer Feststoff mit nadelförmigen Kristallen. Er besitzt eine orthorhombische Kristallstruktur mit der Raumgruppe Pnnm (Raumgruppen-Nr. 58).